# M26パーシング
M26パーシング は、アメリカ合衆国が第二次世界大戦末期にドイツ軍の重戦車に対抗するために開発した重戦車（1946年5月に中戦車に分類変更）。
「パーシング」の名称は第一次世界大戦時のアメリカの将軍、ジョン・パーシングからとったものである。それまでのアメリカ軍戦車に付けられた愛称は供与されたイギリス軍によるものであったが、本車は初めてアメリカ軍自身によって命名された。

## 概要
M4中戦車の後継として開発されていた試作戦車群より最終的に選定された重戦車で、先行量産型のT26E3は1944年11月から生産開始され、ドイツの降伏までに700輌以上が完成、最終的には1945年の末までに合計2,000輌以上が生産された。エンジンとトランスミッションを変更した車両は改良の後M46パットンとなった。
M26/M46で確立された設計思想は少しずつ改良を加えられ発展し、M47、M48、M60といった戦後アメリカ主力戦車の系譜の祖となった。またティーガーIIやIS-3に対抗すべくM26の設計を拡大し、火力や装甲を強化したT29、T30、T32、T34といった重戦車も試作され、これらに続くT43はM103として量産化されている。

## 開発と運用
アメリカ軍は第二次世界大戦中期、M4シャーマンを主力としていたが、チュニジアやシチリア島（ハスキー作戦）、イタリア戦線でのティーガー戦車との交戦において装甲・火力共に正面から対抗できるものではないことが判明していた。
その当時、アメリカ軍の戦車に与えられていた使命は歩兵を支援して陣地を突破することであり、敵戦車に対しては軽快で強力な砲を持つ駆逐戦車をあてることを基本としていた。このためアメリカ軍が製作した重戦車はM6やT14のような歩兵戦車的な代物しかなく、しかも陸軍地上軍管理本部（AGF）の極端な兵器統一思想により大して生産されず、さらなる新型の開発に対しても消極的であった。
M4シャーマンの後継候補として、1943年5月にT20の試作型が完成した。これはM4A3と同じフォードV8水冷式エンジンを搭載して車高を下げ、足回りはHVSS型ボギー式サスペンション、主砲は後にM4シリーズに搭載される76mm M1系であった。変速機や、エンジンは一体化したパワーパック式となっており、起動輪も後部にある。これはM26やその後のアメリカ軍主力戦車まで続く、共通のレイアウトとなった。

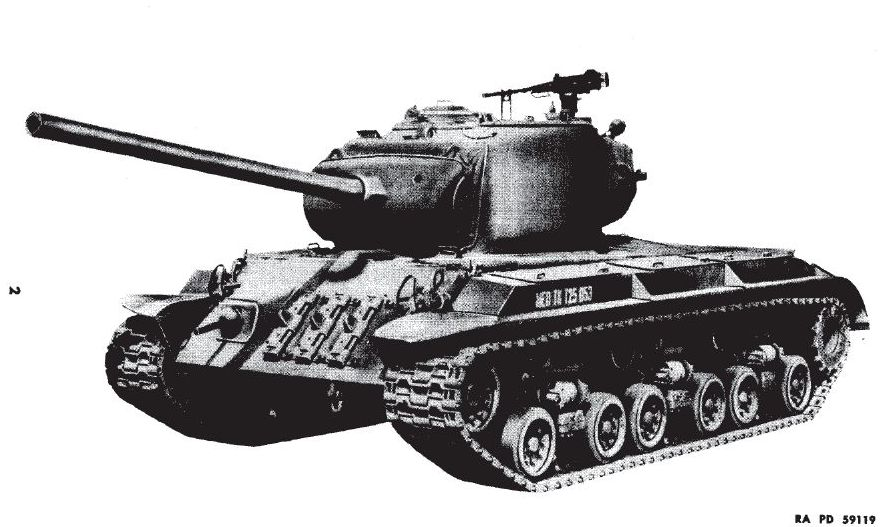
試作中戦車T25。90mm砲搭載で装甲は砲塔防盾89mm、車体前面76.2mm。この後、足回りと機関部を変更したT25E1に進化した。

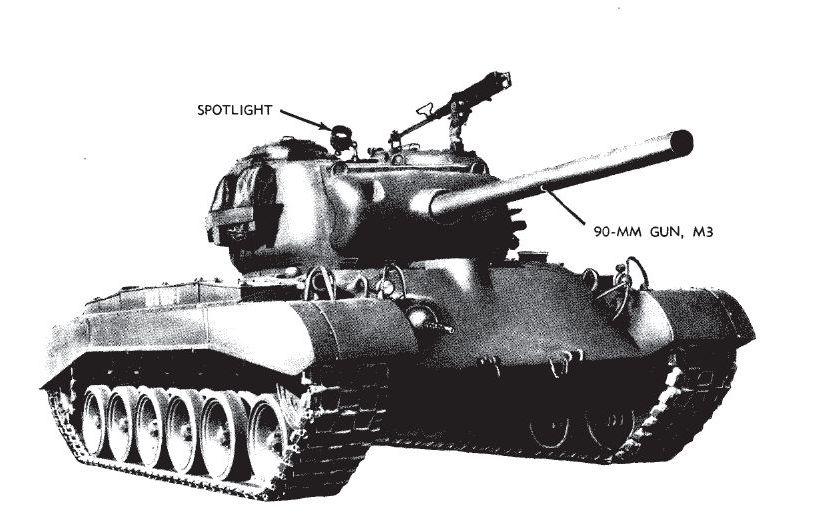
試作重戦車T26E1。
装甲は砲塔防盾114mm、車体前面101.6mmに強化されている。

T20の発展型の一つとして、北アフリカでティーガーに対し大損害を被った経験から要求された、対戦車戦闘能力の期待できる90mm砲を搭載する新型として、T25E1中戦車と装甲強化型T26E1重戦車が試作され、1944年5月の段階で前者が30輌、後者は10輌完成していたが、持論を強硬に推し進めるAGFの妨害によりその採用と配備は遅延していた。
特に前線司令官としてティーガーの脅威を知っていたジェイコブ・デヴァーズ中将はヨーロッパ反攻作戦の開始までに「装甲でも火力でも対抗できる重戦車T26E1を量産し、M4戦車5輌に対し1輌を配備すべきだ」と、陸軍省に対し強く主張したほどであった。しかし「ティーガーは少数であり、滅多に遭遇するものではない」「M4こそが総合的に最高であり、砲の威力も十分である」などと主張するAGFのマクネアー中将は新型重戦車の実戦配備に強硬に反対した。かのジョージ・パットン将軍が「75mm砲型のM4は十分な性能を持っており、新型戦車は不要であり、3インチ砲型のM4戦車すら不要である」と異議を呈したことも、AGFの主張を補強することとなった。
実際に西ヨーロッパでの反攻作戦が始まると、前線のアメリカ戦車はティーガーよりも遥かに遭遇率の高いパンターにすら満足に伍すことができず大きな損害を出してしまったのである。また、他の戦車や対戦車兵器による損害を加えると、M4の乗員の損耗率は最初の一ヶ月で32%にも達していた。ロレーヌ地方での戦いのように、戦術を駆使してパンターに対抗できた部隊もあったが、前線の兵たちからはより強力な戦車を求める声が多数寄せられ、損害の大きさから軍の内部にも批判の声があがっていた。また、当時アメリカ軍戦車に搭載された砲の中で最も貫徹力のある3in M7や76mm M1A1（共に口径76.2mm）戦車砲で鹵獲したパンターに対する射撃実験を行ったところ、車体正面装甲を撃ち抜けないことが判明した。この報告は、AGFの「新型シャーマンの76mm砲の威力は十分でティーガーにも対抗できる」との主張を受けてT26E1の導入に賛成しなかったアイゼンハワー連合軍最高司令官を激怒させた。
このような状況にもかかわらず、AGFは新型戦車の導入に抵抗し続け、T25E1の主砲を75mmや76mm砲に変更したタイプを作るように主張するなど、前線での現状を認めようとはしなかった。

### ヨーロッパ戦線への投入
1944年12月、ドイツ軍の行ったアルデンヌ攻勢において初めてまとまった数で投入された新型重戦車のティーガーIIはアメリカ軍防衛線を一方的に蹂躙突破したとされた。事実は後の戦争映画などとは異なり、先陣を切って戦ったのはパンターであり、ティーガーIIは後衛であったが以前から連合軍兵士の間には「タイガー恐怖症」（"Tiger phobia"）と呼ばれ、例えばティーガーIのような角ばったシルエットに対し過敏になり、シュルツェンを装備したIV号戦車をティーガーIと誤認した。
これを無視できなくなった兵器局は、この段階でロールアウトしていたT26E3の生産数の半分である20輌を実戦試験の名目で配備、残り半数はフォートノックスで通常の試験に用いると緊急に提案した。これに対し自分たちの失策を認めないAGFは反対したが、兵器局長に参謀総長の前での協議を恫喝的に提案され妥協した。こうしてT26E3の投入はなし崩し的に決定され、同時に戦車の技術的な問題点を確認するための「ゼブラ調査団」が送り込まれた。
1945年1月、ようやく20輌のT26E3が第3機甲師団に実戦配備され、後の4月にはM26パーシング重戦車として制式化された。約6,000両が発注されたものの、1945年8月までに完成したのは1,436両であり、そのうち、ヨーロッパ方面には310輌のM26が送り込まれたが、終戦までに部隊配備が間に合ったのはその2/3程にすぎなかった。
なお、本来M26はティーガーIに対抗するものであり、データ的には火力と装甲においてティーガーIIに劣り、機動力においてはパンターに劣っている。このため、ティーガーIIに対抗できる長砲身の90mm砲であるT15E1（HVAP弾は距離914mで30度傾斜した220mm装甲を貫徹）を搭載した"スーパーパーシング"が企画され、T26E1の試作1号車の主砲を換装した車両が製作されている。この試作車は砲のバランスをとるための巨大な平衡装置が外部に露出していた。さらには内部収納型の油圧式平衡装置に改良した量産型のT26E4 スーパーパーシングが続いて25輌生産され、さらに1,000輌のM26をこのタイプに改修する計画もあった。しかし強力な代わりに分離式の薬莢を用いるT15は発射速度に劣り、終戦を迎えたこともあり以降の生産は全てキャンセルされた。

### 実戦での運用

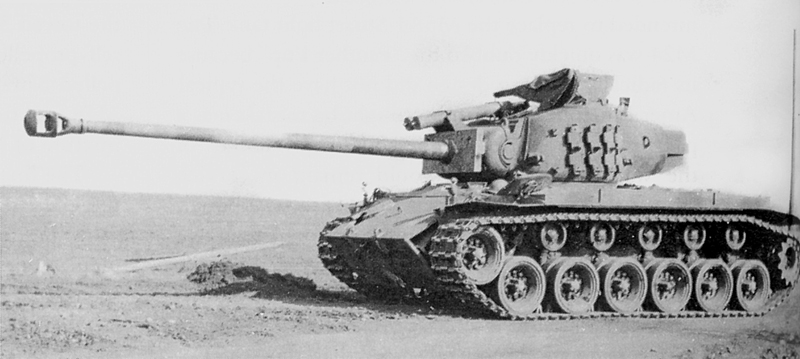
M26E1の主砲を換装した"スーパーパーシング"。
砲塔及び車体には現地改造の増加装甲が施されている

実戦では1945年2月にエルスドルフ近郊で、ティーガーの攻撃により1輌が被弾損傷し死傷者が出たものの後に修理されて復帰。二日後にティーガーと2輌のIV号戦車を撃破した。この後、レマゲン鉄橋では歩兵支援を行なっている。3月6日にはケルン近郊でナースホルン自走砲の砲撃により車体前面下部を射貫された1輌が撃破（乗員は脱出）され、これは大戦中に全損となった唯一のT26E3であった。さらにこの後、偶然遭遇したパンターやティーガーI、IV号戦車を撃破したのみで終戦を迎えることとなり、実戦に参加できたのは最初の20輌に留まった。
スーパーパーシングは試作車1輌が実戦配備され、現地改造によりボイラー用鋼板と遺棄されたパンターの装甲から切り出した増加装甲で強化されて実戦に投入されている。この車両は4月に一発で敵重戦車（形式不明）1輌を撃破している。

### 太平洋戦線への投入

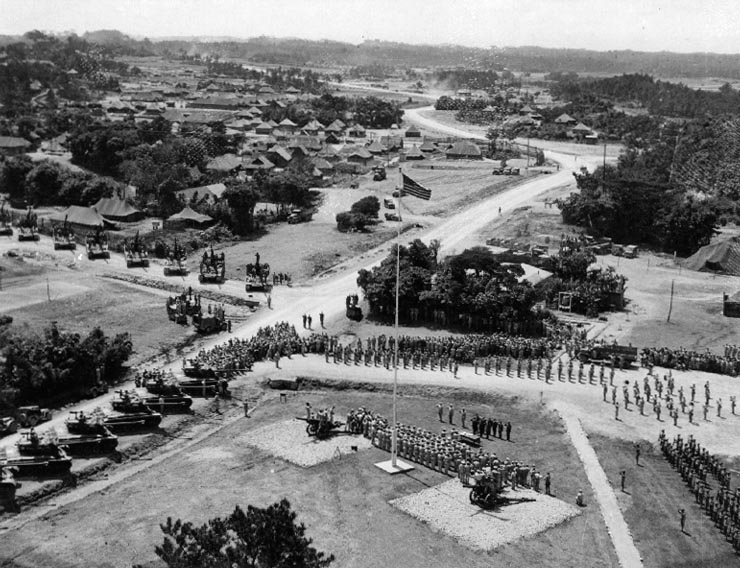
沖縄での降伏式典の様子。左下に並んでいるのがM26重戦車。

M26の太平洋戦線への投入は1945年3月末に開始された沖縄戦が最初だと言われる。沖縄戦では日本軍の一式機動四十七粍速射砲の待ち伏せ攻撃により、M4に予想以上の損害が発生していた。このため急遽M26が派遣されることとなったが間に合わず、戦いは終結、その後は日本本土上陸作戦のために待機したまま終戦を迎えた。

#### 「M1重戦車」
1942年初頭、日本軍はアメリカ軍の新型重戦車「Ｔ1」（主砲76.2mm、重量57トン、速度約40km）の情報を掴んだ。つづいて「M1重戦車」の存在が囁かれるようになった。このとき、M1重戦車と呼ばれていたのはT1試作重戦車の生産型であるM6重戦車だった。役割については、中戦車を後方から援護する自走砲的な支援戦車と位置づけていた。
1942年には北アフリカ戦線にM1甲重戦車が投入されたとの情報を得ており、その後ティーガー戦車に対抗するべく火力と装甲を強化したM1乙重戦車が投入されたとの報告を受け、今後極東にも投入が行われると予想されたために同戦車の情報収集が図られた。1944年初頭にソ連関係で入手した情報には、M1重戦車ドレッドノートやM6重戦車と記載されている。日本側では非現実的なほどに性能を過大評価し、1945年の時点では武装について75mmまたは105mm砲1門、37mm砲1門、12.7mm機関銃2丁、7.62mm機関銃2丁とされ、正面装甲は200mmから240mmとされていた。
M26が太平洋戦線で実戦に投入された記録はないが、日本側では沖縄戦および硫黄島の戦いにおいてM1重戦車との交戦報告があった。大本営陸軍部では1945年6月16日にM1重戦車の情報をまとめた緊急の戦訓報告「戦訓特報第五十六号 対M一重戦車戦法」を全軍に通達した。これによれば、硫黄島では80台のM1重戦車が投入されたとしている。
硫黄島の戦いに現れたM1重戦車は動きが鈍重で、大口径砲の射撃を受けるとすぐに後退したという。また先制攻撃を行った九〇式野砲が初弾で撃破されたことから、何らかのレーダー装置（音波探知機または電波探知機）の搭載を予想し、敵前での徹底した静寂が呼びかけられた。日本軍が保有する通常の対戦車火器での撃破は不可能とされたため、本土決戦の際には肉薄攻撃のほか、カノン砲や高射砲の水平射撃によって対抗することが想定されていた。

### 朝鮮戦争とその後

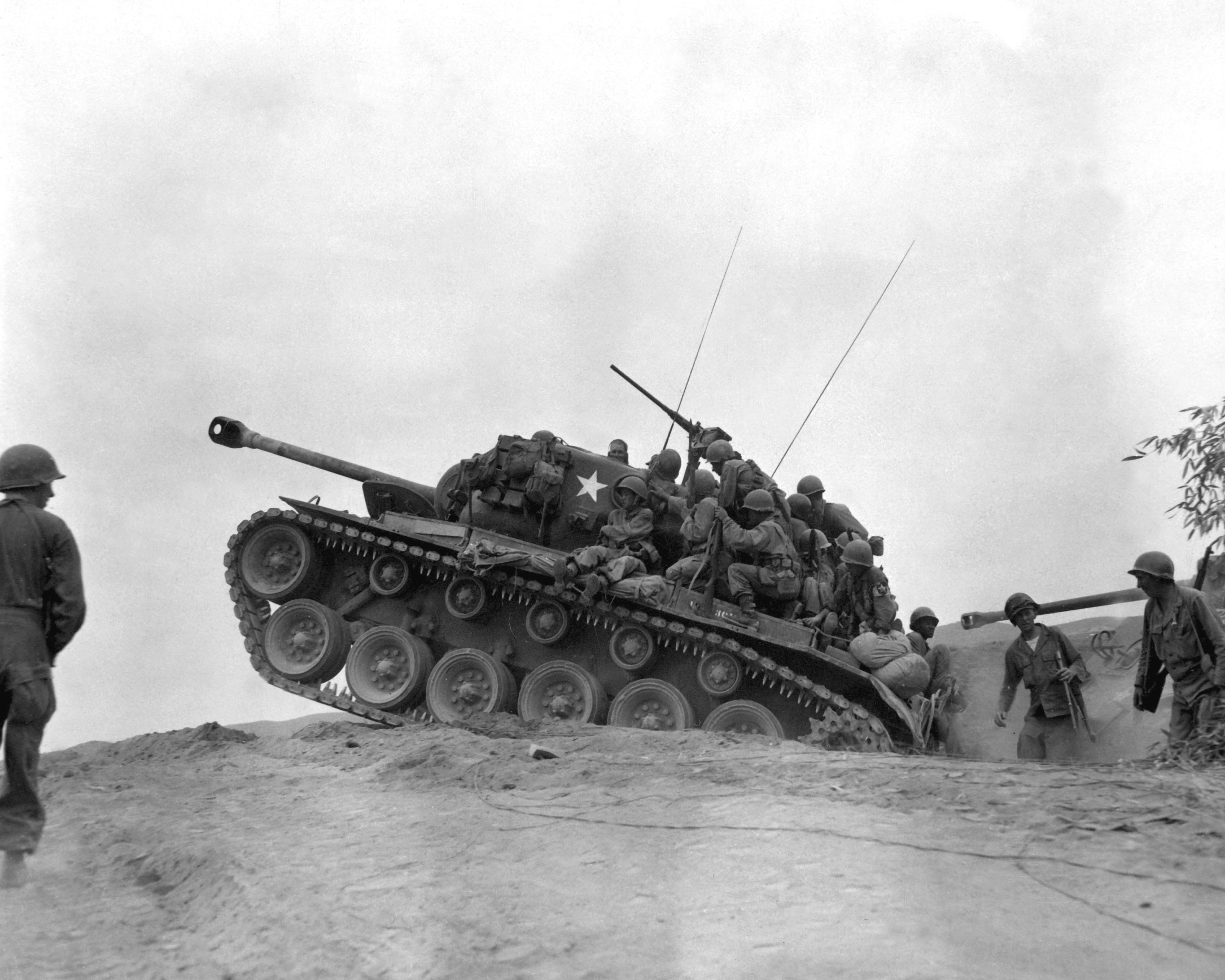
朝鮮戦争で海兵隊員を満載したM26。
この当時は中戦車に分類が変更されている。

M26は第二次世界大戦の終結後、1945年10月まで生産が続けられ、総数2,432両が生産された。1946年5月には重戦車から中戦車に分類が変更されている。
M26はM4の後継として戦闘力は十分なものを示したが、M4中戦車と同じ500馬力の水冷V8エンジンでは重量の割に
パワーが不足しており、エンジンとトランスミッションを変更した発展型であるM46パットンが開発され、既存のM26は順次M46に改修されることが決定した。
しかし、第二次大戦後の軍縮により、800両の改修が承認されたのみで、そのうち420両は朝鮮戦争勃発後に共産軍のT-34-85戦車に対抗できる戦車が急遽必要とされたためにM46への改装が中止され、90mm M3戦車砲がマズルブレーキをシングルバッフル式として排煙器の付いたM3A1となり、縦方向の砲安定機能が追加されたM67A1砲架を装備したM26A1に改修された。
M26は1950年に勃発した朝鮮戦争にM46と共に投入された。開戦直後、日本国内の駐屯地で半ば放置されていた車両を緊急修理して投入した最初の戦闘こそ散々な結果（戦闘開始直後に全車が故障して放棄された）であったが、改めて投入された釜山周辺の戦闘では火力と装甲でT-34-85を圧倒し、仁川上陸後の戦闘でも一方的に近い戦果を挙げている。
1950年末の段階で、米軍はM26を6輌、M46を8輌撃破された（修理して復帰できたものを含む）ものの、M4と共同で97輌以上の敵戦車を撃破した（その他不確実撃破18両）。その後の米軍の分析によると、M26はM4A3E8シャーマンに対し、総合力で3.05倍の戦力と評価されている。しかし、1950年の末には北朝鮮軍戦車部隊はほぼ壊滅し、翌1951年からは戦車戦はごく稀なものとなった。M26を始めとした米軍戦車部隊は専ら歩兵の火力支援に用いられたが、山がちな朝鮮半島ではアンダーパワーのM26は機動力が不足しており、機関・走行系の故障が頻発することもあって現場の戦車兵に「M4の方が優れている」などと言われる始末であった。
M26は朝鮮戦争の全期間を通じて用いられたものの、1953年の休戦後、全車が米軍より退役した。朝鮮戦争終結後、多数が日本に運ばれ解体されたが、燃料はおろか機銃の弾も装填されたままだったという。
なお、韓国国防部は1949年末に189輌（戦車大隊3個分）のM26の供与をアメリカに申し入れて合意に達し、1950年会計年度に入ってから引渡しが始まる予定であった。しかしその前に北朝鮮が侵攻してしまい手遅れとなり、韓国軍は戦車を装備しないまま北朝鮮軍と戦わなければならなくなってしまったのである。朝鮮戦争休戦後にはアメリカが装備していた車両が韓国軍に大量に供与されたが、引き渡された戦車はM46と戦争に間に合わなかったM47であり、結局M26が大韓民国陸軍で装備されることはなかった。
M26の他国への供給量は他のアメリカ軍戦車に比べ少なく、フランスやイタリア、ベルギーに対し、その後に供与されるM47パットン戦車の慣熟訓練用に渡されたに止まった。

## 構造
T26/M26シリーズの砲塔は鋳造、車体は鋳造と圧延鋼板の溶接組み立て構造であった。砲塔は油圧で旋回、途中から搭載弾薬を増やすために床下の弾薬庫が乾式に戻され、砲弾を取り出しやすいように砲塔バスケットが廃止された。即用弾薬は砲塔内部左側面に備えられ、表側には増加装甲代わりに予備履帯が取り付けられている。装填手用の座席が砲塔リング部に付けられており、砲塔の旋回に追従できるようになっていた。
主砲の50口径90mm砲M3はドイツ軍の重戦車に対抗できる威力を持ち、1,000ヤード（914m）先の30度傾けた装甲板に対する貫徹力はAPC弾で127mm、HVAP弾で176mmであった。

## バリエーション

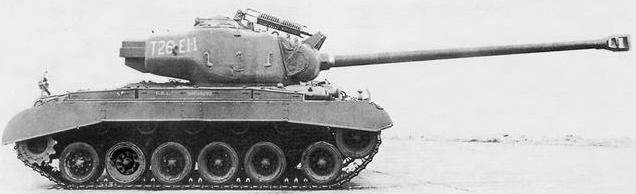
M26E1-1

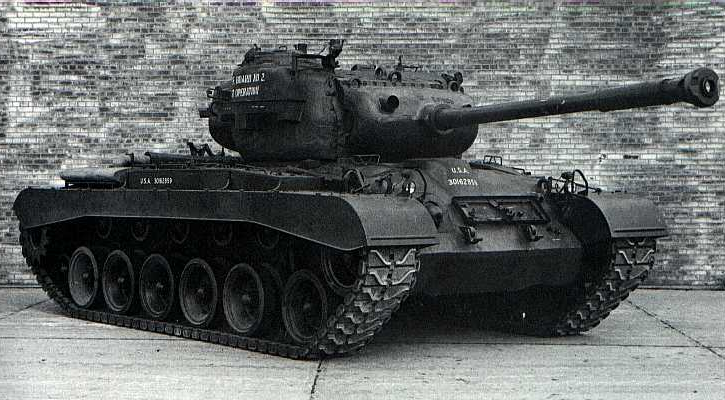
T40

T26
原型車。HVSS（水平渦巻スプリング式サスペンション）装備。1両のみ試作。
T26E1
サスペンションをトーションバー式とした改良試作型。10両生産。
T26E1-1"スーパーパーシング"（T26E1-1"Super Pershing"）

T26E1試作1号車の主砲を長砲身90mm砲T15に換装し、砲塔後面に重量調整用のウェイトを装着した試作車両。1両が製作された。
試作車の実績を元に、ベース車両をT26E3とし、主砲を改良型のT15E2に変更してT26E4として量産された。
T26E2
主砲を22.5口径105mm榴弾砲M4とした突撃戦車型。砲塔正面、防盾の装甲が増厚されている。
制式採用され「M45重戦車」となる。
T26E3
T26E1の改良型。制式化され「M26」となる。6,000両が発注されたが生産は2,000両余りで打ち切られている。
T26E4"スーパーパーシング"（T26E4"Super Pershing"）
T26E1-1の実戦結果を元に、T26E3の主砲を70口径90mm戦車砲T15E2（70口径90mm戦車砲T15を平衡器を砲塔内収容の油圧式に改良したもの）に換装し、砲塔後面に重量調整用のウェイトを装着した武装強化型。25両生産。
T26E5 パーシング"ジャンボ"（M26E5 Pershing"Jumbo"）
砲塔前面及び車体正面、防盾の装甲を増圧した突撃戦車型。総重量が51tと大幅に増加したため、履帯には5インチ幅の拡幅アダプタが標準で装着されている。24両製作。
後にT26E5をベースにT32試作重戦車に改造するために3両（一説には2両）が追加生産された。
M26 パーシング（M26 Pershing）
最初の量産型。T26E3と合わせ最終的に2,432両（2,213両とも）が生産された。
M26E1
一体装薬型の長砲身90mm戦車砲 T54に換装した強化試作型。M26より2両が改造された。
M26E1E(M26E1(76)
M26E1の主砲を海軍砲より製作された70口径3インチ（76.2mm）高初速砲 T98に換装した車両。1両のみが改造された。
M26E2
エンジンとトランスミッションを換装した改良試作型。M26より1両が改造されて製作された。
部分改修の後「T40」と改称され、後のM46中戦車となる。
M26A1
主砲を排煙器付きのM3A1 90mm砲とし、安定装置を装備したM67A1砲架とした改良型。480両がM26より改修されて生産された。
T40

M26E2の各部を改修した改良試作量産型。制式採用され「M46中戦車」となる。10両生産。
後に1両がT39工兵戦車の試作車両に改造され、残りの9両はM46A1に改修された。

## 派生型

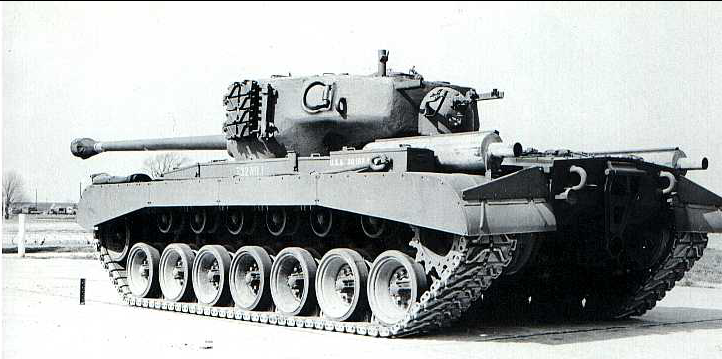
T32 試作重戦車 後方左側より
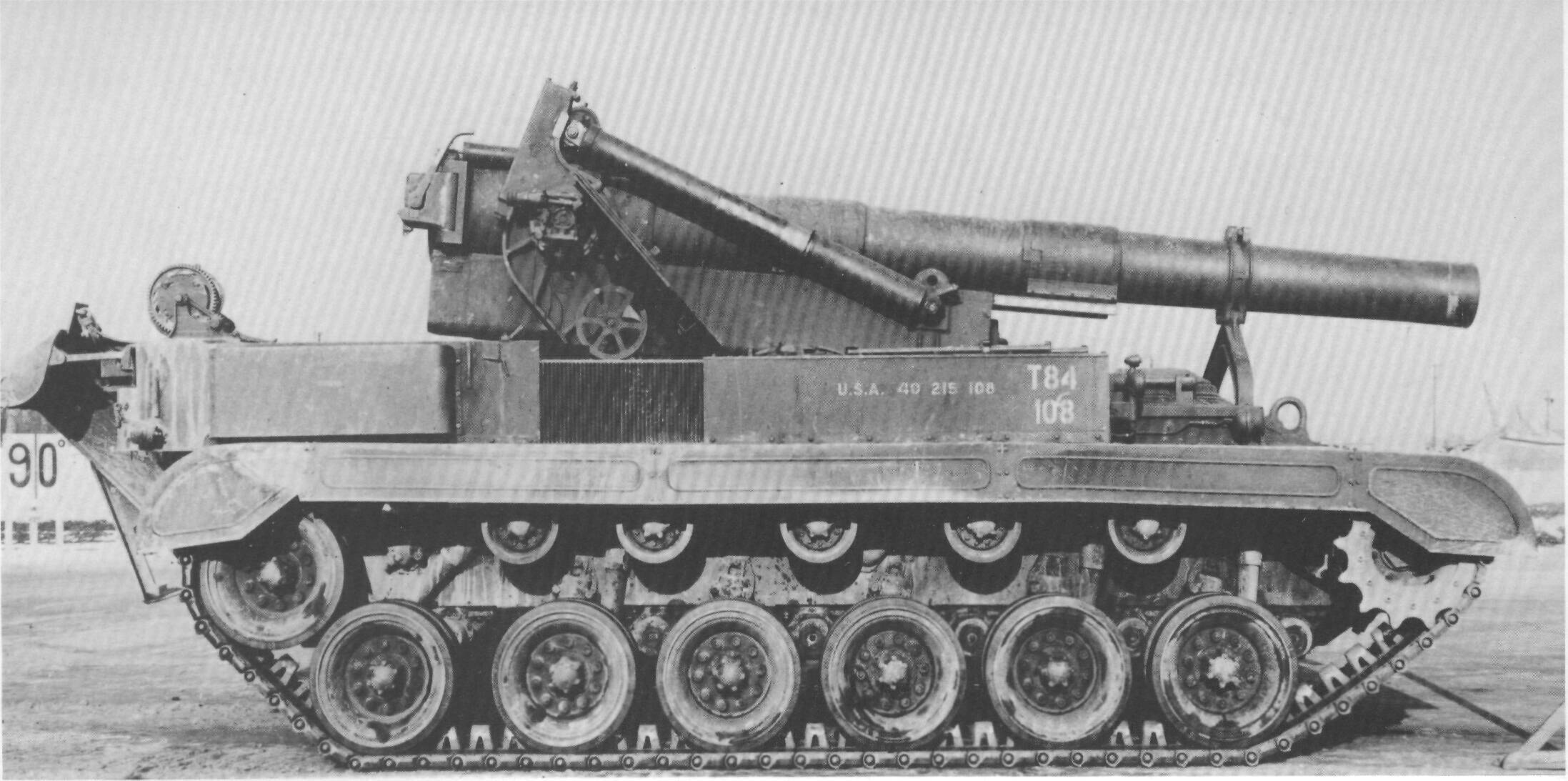
T84 HMC
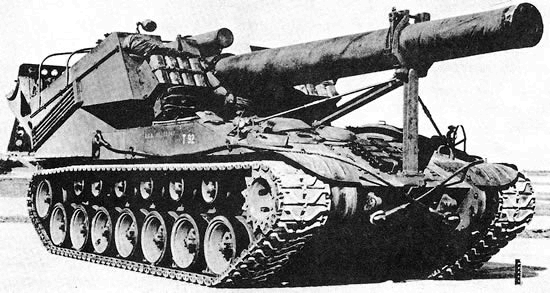
T92 HMC
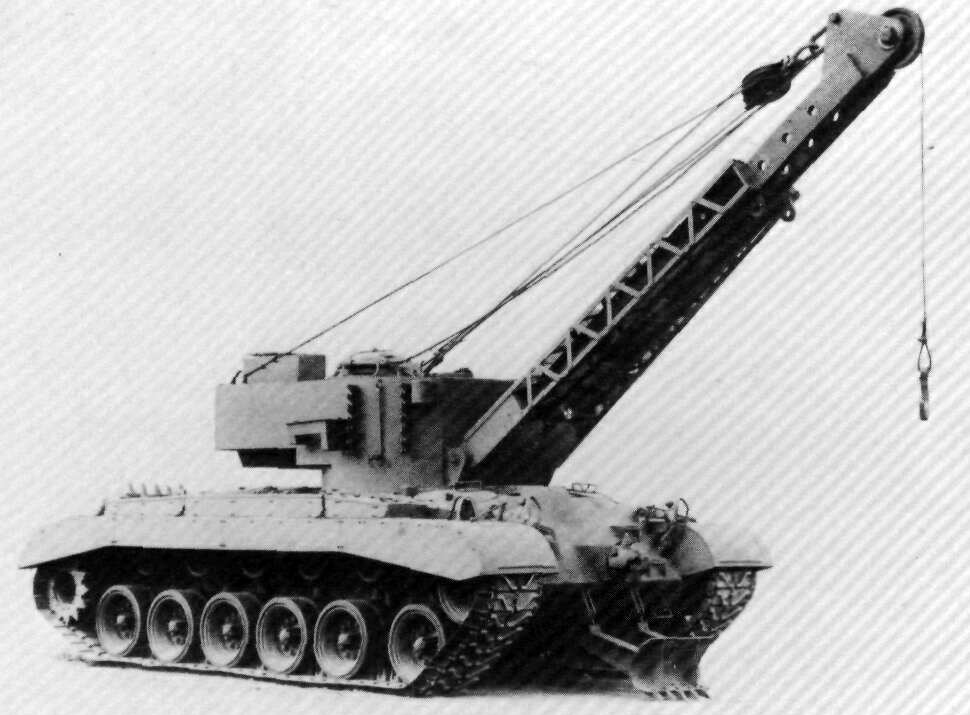
T12 TRV
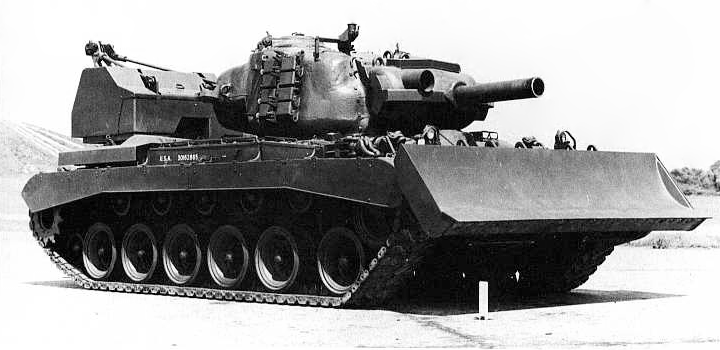
T39 EAV

M45
主砲を22.5口径105mm榴弾砲 M4とした突撃戦車型。185両生産。

M46 パットン（M46 Patton）
エンジンとトランスミッションを換装した改良型。M26より1,160両（うち360両は改良型のM46A1）が改修されて生産された。
T32 試作重戦車
全長を延長し、転輪を片側7組（上部支持輪は6組）とし、T26E4と同様の武装、T26E5と同様の装甲とした強化型。重量の増大に対処するためエンジンとトランスミッションはT26E2（後のT40（＝M46）と同じものが使用されており、M26の各種改良試作型の集大成のような車両である。
1945年2月に先行量産車が発注され、うち2両は車体前面を鋳造一体型から前方機銃を廃した溶接組み合わせの平面構造に変更して“T32E1”として完成したが、戦争の終結により制式化と量産はキャンセルされた。
T84 8インチ自走榴弾砲（T84 HMC(8inch Howitzer Motor Carriage T84）
エンジンを車体中央部に移動させた車体にM1（M2）203mm榴弾砲を搭載した自走砲。試作のみ。
T31 弾薬運搬車（T31 ammunition tractor）
T84と共通の車体を用いた弾薬運搬車型。試作1両のみ。
T92 240mm自走榴弾砲（T92 HMC（240mm Howitzer Motor Carriage T92）
全長を延長し、転輪を片側7組（上部支持輪は6組）としエンジンを車体中央部に移動させた車体にM1 240mm榴弾砲を搭載した自走砲。
テストの結果重量過大とされ、制式化はなされず、試作5両のみで生産は終了した。
T93 8インチ自走砲（T84 GMC（8inch Gun Motor Carriage T93）
T92と共通の車体にM1 240mm榴弾砲の長砲身カノン砲型の姉妹砲であるM1 8インチ砲を搭載した自走砲。T92同様重量過大と判断され、試作2両のみに終わった。
T12 回収戦車（T12 TRV（Tank Recovery Vehicle）/T12 ARV（Armored Recovery Vehicle）
クレーンとウィンチを備え、旋回式箱型戦闘室を装備した回収戦車型。試作1両のみ。
T39
1951年にT40から改造された試作工兵戦車型。1両のみ製作。
90mm砲の代わりにイギリス製のMark.I 6.5インチ爆破砲を搭載、車体後部には吊り上げ能力20トンのブームクレーンを搭載している。
- T32 試作重戦車
後方左側より
- T84 HMC
- T92 HMC
- T12 TRV
- T39 EAV

## 運用国
- アメリカ合衆国
- ベルギー
- イタリア
- フランス

## 登場作品

### 漫画・アニメ
『ガールズ&パンツァー 劇場版』
大学選抜チームの主力戦車として登場。

### ゲーム
『R.U.S.E.』
アメリカの重戦車として登場。また、スーパーパーシングも超重戦車として登場。
『Tank Troopers』
3DSソフト。41000G（Gはゲーム内の通貨）を支払うと選択可能となる。
『War Thunder』
アメリカ中戦車M26、重戦車T26E1-1(SuperPershing)、重戦車T26E5として開発可能。プレミアム車両としてM26E1、T34カリオペを購入することでM26 T99（ロケット搭載型）を購入できる。イタリアツリーの中戦車としてM26A1、プレミアム車両としてM26 Arieteが購入可能。
『World of Tanks』
アメリカ中戦車M26 Pershingとして開発可能。アメリカ中戦車T26E4 Super Pershing、重戦車T26E5として販売。
『トータル・タンク・シミュレーター』
アメリカの重戦車PERSHINGとして登場。また改重戦車としてT26E1-1がSUPER PERSHINGも登場。

### 小説
『征途』
太平洋戦争後に南北分断国家となった日本にて、北海道戦争に際して南日本の警察予備隊に多数供与された。
『大日本帝国欧州電撃作戦』
林譲治の作品。欧州に派遣された日本軍に供与された。
『日本本土決戦』
檜山良昭の作品。物語後半のクライマックス、東京西部での決戦においてアメリカ軍戦車として登場。日本軍に対して圧倒的な戦闘を行うが、日本側の決死攻撃を受けて破壊される。